# ألبرت لونش
ألبرت لونش (بالفرنسية: Albert Lynch)‏ هو رسام توضيحي ورسام فرنسي، ولد في 1851 في تروخيو في بيرو، وتوفي في 1912 في باريس في فرنسا.